# 恋のダンスサイト
『恋のダンスサイト』（こいのダンスサイト）は、モーニング娘。の8枚目のシングル。2000年1月26日に発売された。

## 概要
前作「LOVEマシーン」に続き、プロデューサーのつんくが、マイナー調だが明るい曲を提供。編曲も引き続きダンス☆マンが担当。今回は、アラビア風のアレンジ。
「LOVEマシーン」に続き、オリコン集計で通算2作目のミリオンセラーを記録。オリコン集計でグループ最後のミリオンシングル（オリコン集計で99万枚を突破、公称セールスではミリオンセラーを記録した「ハッピーサマーウェディング」と「恋愛レボリューション21」が後に発売）。初動売上はモーニング娘。楽曲の中で最高を記録した。
発売初日から高いセールスを記録、スポーツ紙等でオリコン1位確定とまで報道されたが、週末にサザンオールスターズ「TSUNAMI」に逆転され週間2位に終わった。週間2位で初動60万枚を超えたのは、当時の週間売上枚数記録の歴代1位であった。
2000年のオリコン年間シングルチャートで7位にランクイン。第14回日本ゴールドディスク大賞（2000年3月発表）ソング・オブ・ザ・イヤー、および第42回日本レコード大賞（2000年12月発表）優秀作品賞を受賞した。
石黒彩卒業後、7人での初シングル。ジャケットは前作「LOVEマシーン」と同じ12cm仕様でディスクは8cmシングルCD。8cmシングルCDとして最後の楽曲。
テレビ東京系「アイドルをさがせ!」オープニング・テーマ。当時のメンバー安倍なつみが出演したカネボウ「SALA」のCMソング。
2000年3月まで期間限定ウェブサイト「恋のダンスサイト」が当時CM出演したドリームネットにより提供。翌月2000年2月23日に『ザ・ビデオ 恋のダンスサイト』発売。
本楽曲の振付を担当した夏まゆみによれば、振付のテーマは「名付けて、アフリカン武道」（実在する武道ではない）であり、振付内に正拳突きのような動きがある。
MVは、前作同様にCGを多用したもの。衣装は一部を除き靴を履いておらず裸足。
別バージョンの音源を加えた12cm盤が2004年12月15日発売「モーニング娘。EARLY SINGLE BOX」に収録、2005年3月2日に同じものがシングルとして発売。
12インチ・シングル収録の「PANDART SASANOOOHA Remix」は『プッチベスト 〜黄青あか〜』に収録されている。
歌詞中で矢口真里の決め台詞とも言える『セクシービーム』の元ネタはFUJIWARAの原西孝幸の持ちギャグである『チクビーム』であることを、つんく♂が「アメトーーク!」（2007年12月6日放送）にて明かしている。
2006年には、その当時のメンバーによりセルフカバー（オリジナルのメンバーは全員卒業・脱退済）。MVはインドカレーをイメージした作りとなっており、衣装はインドの女性をイメージした。2番が省略されている。
2022年6月18日にはモーニング娘。結成25周年を記念し、全国のタワーレコード限定で7インチのアナログ盤シングルがリリースされた。

## 収録曲
全作詞・全作曲：つんく
8cm盤
1. 恋のダンスサイト
編曲：ダンス☆マン
2. 恋はロケンロー
編曲：山木隆一郎
3. 恋のダンスサイト（Instrumental）

12cm盤
1. 恋のダンスサイト
編曲：ダンス☆マン
2. 恋はロケンロー
3. 恋のダンスサイト（Instrumental）
4. 恋のダンスサイト（Groove That Soul Remix）
5. 恋のダンスサイト（M.I.D KH-R CLUB MIX）

12インチ・シングル盤（2000年2月9日リリース）
- A-Side

1. 恋のダンスサイト（Original）
2. 恋のダンスサイト（Groove That Soul Remix）

- B-Side

1. 恋のダンスサイト（M.I.D KH-R CLUB MIX）
2. 恋のダンスサイト（PANDART SASANOOOHA Remix）

7インチ・シングル盤（2022年6月18日タワーレコード限定リリース）
- A-Side

1. 恋のダンスサイト

- B-Side

1. 恋はロケンロー

## 参加メンバー
- 1期：中澤裕子、飯田圭織、安倍なつみ
- 2期：保田圭、矢口真里、市井紗耶香
- 3期：後藤真希

## 参加ミュージシャン
- ダンス☆マン&THE BAND☆MAN（1）
  - HYU HYU - ドラム
  - TOCA - ベース
  - JUMP MAN - ギター
  - BOMB - ギター
  - WATA-BOO - キーボード
  - STAGE CHAKKA MAN - パーカッション、雄叫び
  - D.J.ICHIRO - ターンテーブル
  - ダンス☆マン - Myao
- 保田圭 - ホイッスル（1）
- 矢口真里 - ホイッスル（1）
- 市井紗耶香 - ホイッスル（1）
- つんく - コーラス（1）、ホイッスル（1）

## 収録アルバム
- 3rd -LOVEパラダイス-（#1）
- ベスト! モーニング娘。1（#1）
- モーニング娘。 ALL SINGLES COMPLETE 〜10th ANNIVERSARY〜（#1）
- つんく♂ベスト作品集(下)「シャ乱Q〜モーニング娘。」〜つんく♂芸能生活15周年記念アルバム〜（#1）
- プッチベスト 〜黄青あか〜（#1 PANDART SASANOOOHA Remix）
- ハワイアンで聴くモーニング娘。シングルコレクション（#1 ハワイアンVersion）
- モーニング娘。全シングル カップリングコレクション（#2）

## カバー
- デニース・ウィリアムス - トリビュートアルバム『カバー・モーニング娘。!』（2001年12月19日）に収録。
- Sweety（台湾の歌手） - アルバム『17歲不溫柔』（2005年6月17日）に「姊妹幫」というタイトルで収録。